# 三菱・デスティネーター
デスティネーター（英: DESTINATOR）は、三菱自動車が2025年から製造しているミドルサイズクロスオーバーSUVである。

## 概要
エクスパンダー、エクスフォースに続く世界戦略車の第三弾として2025年7月17日に世界初披露。「The Confidence Booster for Energetic Families（いきいきとした家族が自信を持って一歩踏み出せるよう後押しするSUV）」を商品コンセプトに開発された。3列シートレイアウト7人乗りのミドルサイズSUVで、三菱自動車のデザイン言語「ダイナミックシールド」をフロントに使用している。
搭載するエンジンは、エクリプスクロスから採用された4B40型の1.5 Lガソリンターボエンジンで、一部仕向けには⽔冷インタークーラーの採用や、高膨張比サイクル（アトキンソンサイクル）化を施している。そのため、燃料はハイオクを使用している。
エクスフォースと同様に前輪駆動を採用しているが、アクティブヨーコントロール（AYC）が標準装備されている。また、グレードによってノーマル、ウェット、グラベル、マッド、ターマックの5つの運転モードが装備される。
3代目アウトランダーと同様の専用オーディオシステム「Dynamic Sound Yamaha」を採用したほか、三菱車で初めてSDA操作可能な電動パノラマサンルーフを搭載。また、エアバッグ展開時に自動的にコールセンターに通報する機能や、事故や故障時にコールセンターに救助を依頼できるSOSコールの設定など、コネクティッド機能を採用している。

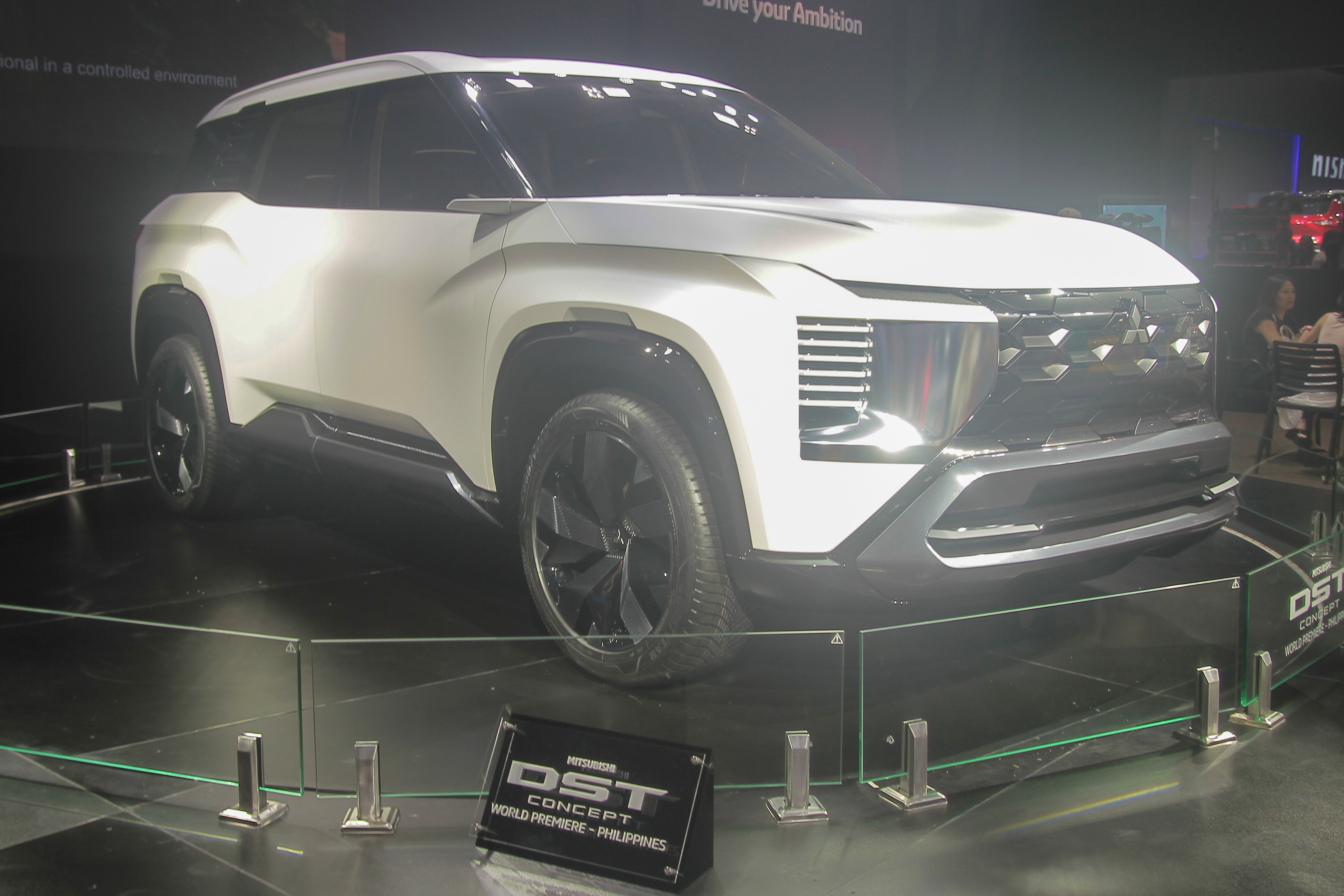
DST Concept（コンセプトカー）

## 沿革
2024年10月24日
第9回フィリピン国際モーターショーにてコンセプトカーMITSUBISHI DST CONCEPTを世界初披露。
2025年7月17日
インドネシアで世界初披露。
2025年7月23日
第32回インドネシア国際オートショーに展示と共にインドネシアでの販売を開始予定。

## 車名の由来
ドライバーや一緒に過ごす大切な家族が新たな目的地（destination）へ踏み出す後押しをしたい、という想いを込めて、『デスティネーター』（DESTINATOR）と名付けられた。

### 注記
1. ↑  エクリプスクロスはレギュラー燃料を使用している。